# Vorstenlanden

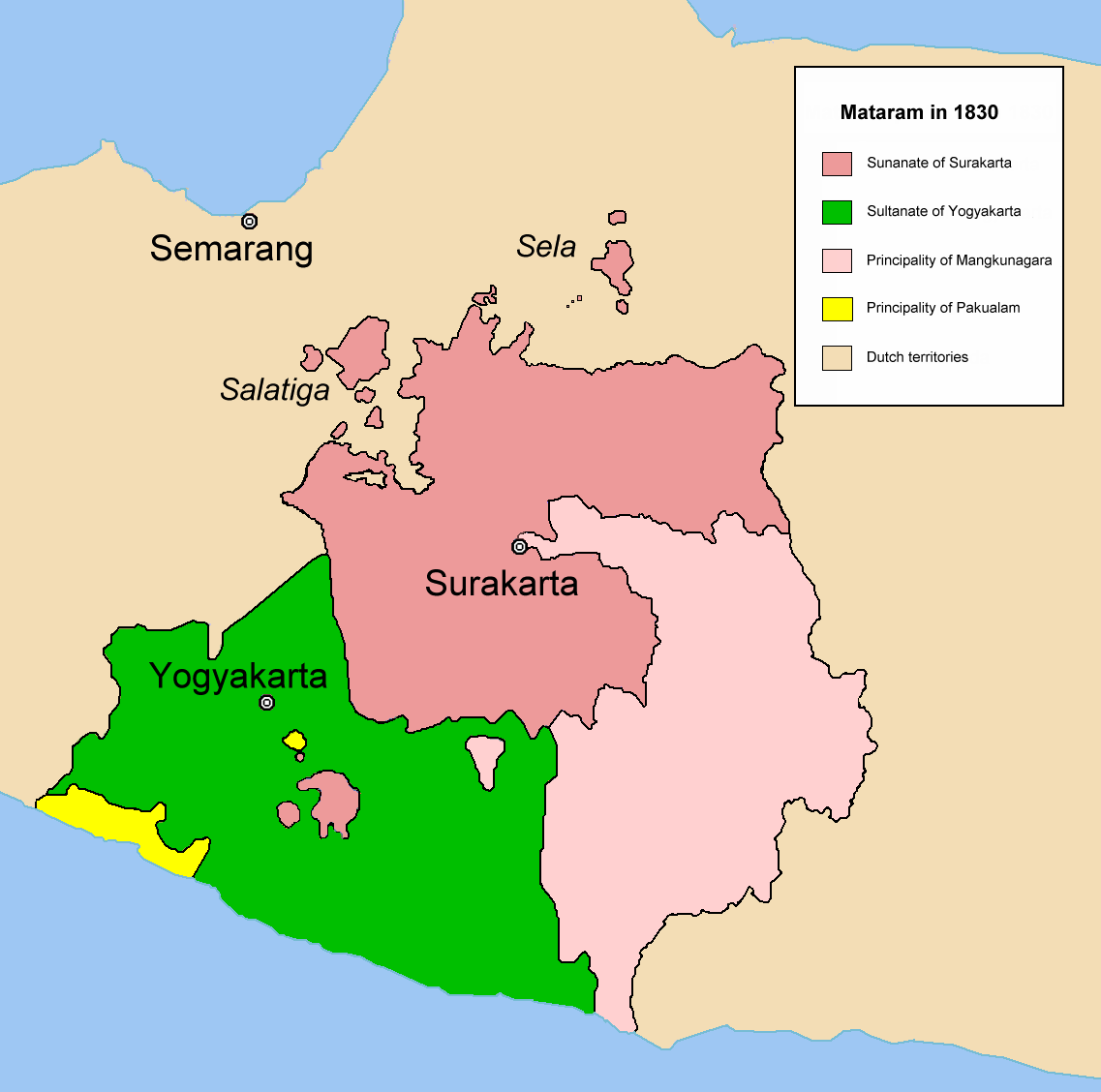
De Vorstenlanden in 1830.

De vorstenlanden waren in Nederlands-Indië vier na de kolonisatie overgebleven inheemse rijken in het midden van Java. De vorsten van deze staatjes waren formeel "zelfregeerder" maar hun politieke macht was door verdragen en akkoorden sterk ingeperkt. Het Koninkrijk der Nederlanden was hun suzerein.
In de 20e eeuw waren
- Het soenanaat Soerakarta met 1.704.201 inwoners
- Het sultanaat Jogjakarta met 1.399.351 inwoners
- Het vorstendom Pakoealaman met 112.005 inwoners
- Het vorstendom Mangkoenegaran (Mangkoe-Negoro) met 908.318 inwoners

tot 1945 zelfregerende vorstenstaten.
De vorstenlanden ontstonden in de loop van de 18e en vroeg-19e eeuw na burgeroorlogen en successieoorlogen binnen de Javaanse adel en waren de opvolgers van het Rijk van Mataram. Ze waren dichtbevolkt en er werd veel rijst verbouwd. Er waren twee Solose vorsten de soesoehoenan van Soerakarta (Solo) en de Mangkoenegara van het gebied Mangkoenegaran en twee Djokjase vorsten: de Hamengkoeboewono of sultan van Djokjakarta, en de Pakoe Alam van Pakoealaman. De soesoehoenan van Soerakarta was de eerste opvolger in rechte lijn, de overige drie vorsten vertegenwoordigden zijlijnen (broer of neef). De vier vorsten erkenden het Nederlands oppergezag, daar de laatste soesoehoenan van het huis van Mataram (Pakoe Boewono II) in 1749 zijn erfrecht aan de Verenigde Oost-Indische Compagnie (V.O.C.) had afgestaan. Voor de vier vorsten gold de landvoogd of gouverneur-generaal van Nederlands-Indië als "Grootvader", terwijl deze hen omgekeerd als "Kleinkinderen" betitelde.
De vorstenstaten hadden geen jurisdictie over de Europese inwoners en de Oosterlingen zoals Chinezen, zij vielen als landsonderhorigen onder het gezag en de rechtsmacht van Nederlands-Indië. Naast de vorst stond de Nederlandse rijksbestuurder of pepatik dalem die de feitelijke macht uitoefende.
De absoluut regerende vorsten vaardigden eigen vorsten-verordeningen "Anger-angerran" uit die kracht van wet hadden in hun domein. De rechtbanken in de vorstenlanden waren vrijwel helemaal vervangen door landsrechtspraak en de Nederlandse rechterlijke organisatie die respectievelijk de rechtszaken van de inheemse bevolking en de Nederlanders behandelden. Voor de rechtspraak over de keizerlijke en koninklijke families, over de vrouwen van de polygame vorsten en plaatselijke hoogwaardigheidsbekleders die geen Nederlands onderdaan waren bleven enkele inheemse rechtbanken bevoegd. In Djokjakarta was een rechtbank voor agrarische geschillen buiten de sfeer van de burgerlijke zaken en een religieuze rechtbank of Soerambi in functie.
De staatsregeling hield in dat de inlandse vorst regeerde onder suzereiniteit van het Koninkrijk der Nederlanden. Hij was geen vazal van de koning der Nederlanden of van de gouverneur-generaal van Nederlands-Indië. De vorst werd geacht een eigen, niet aan Nederland ontleend, regeergezag te bezitten. Zijn wil werd beperkt door de Nederlandse invloed die zoals steeds in Nederlands-Indië geacht werd die van een "oudere broer tegenover een jongere broer" te zijn. De Nederlandse gouverneur of "Pepatik Dalem" nam de rol van "oudere broer" op zich en het was gebruikelijk dat hij arm in arm met de inlandse vorst liep.
In een aantal zaken trad de Nederlands-Indische overheid als wettig gezag op. De vier vorstenlanden hadden bijvoorbeeld geen eigen posterijen. De verhoudingen tussen het soenanaat Soerakarta en Nederland werden in de Akte van Verband en de daaraangehechte verklaringen uit 1893 en in latere aanvullende verklaringen vastgelegd. Alle grond in de feodale vorstenlanden werd op basis van de adat geacht eigendom van de vorst te zijn. De gebruikers betaalden met schattingen in natura en door gedwongen arbeid die herendienst werd genoemd. De vorsten gaven delen van hun rijk als apanage aan familieleden en ook aan hun ambtenaren of "bekel" die de opbrengst genoten in plaats van loon. Tussen 1910 en 1920 werden in de vorstenlanden grote agrarische hervormingen doorgevoerd. Deze waren gebaseerd op het vervangen van het feodale stelsel door een herstelde structuur van desa's.

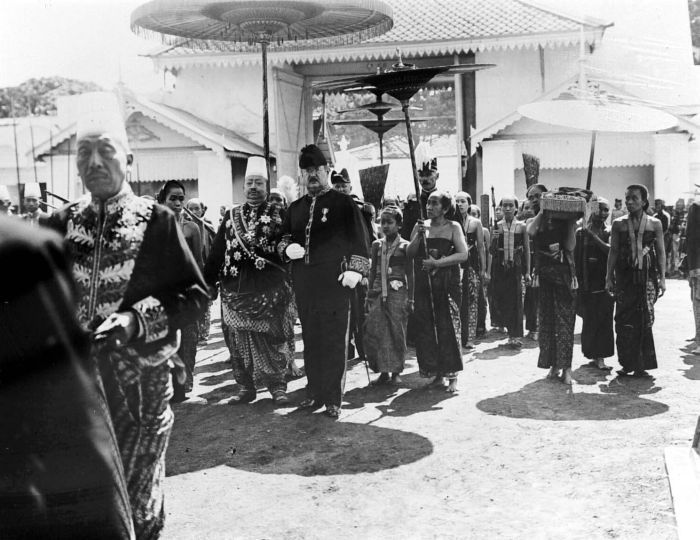
Z.P.H. de Soesoehoenan Pakoeboewono X van Soerakarta aan de arm van de Nederlandse Resident
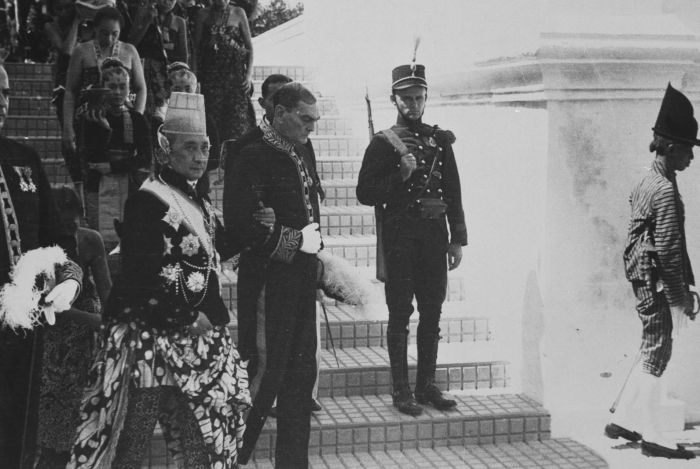
Sultan Hamengkoeboewono VIII van Djokjakarta aan de arm van Gouverneur Bijleveld
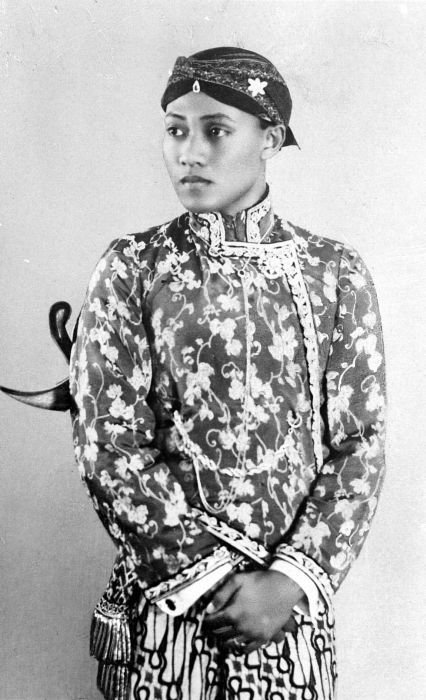
Pangeran Hadipati Hario Praboe Soerjodilogo Pakoe Alam VIII van Pakoealaman